# Athamas guinensis
Athamas guinensis är en spindelart som beskrevs av Jendrzejewska 1995. Athamas guinensis ingår i släktet Athamas och familjen hoppspindlar. Inga underarter finns listade.